# سنگ‌چشم‌تنه برزیلی
سنگ‌چشم‌تنه برزیلی (نام علمی: Laniisoma elegans) که با نام‌های گوهرمرغ سنگ‌چشم‌مانند یا مویه‌گر برازنده نیز شناخته می‌شود، گونه‌ای از پرندگان خانواده مرغان کدر است. همان‌طور که نام رایج آن نشان می‌دهد، در گذشته یک گوهرمرغ در نظر گرفته می‌شد. از آنجایی که از «سنگ‌چشممانند» بودن دور است، این بدان معنی است که نام رایج پرکاربرد آن می‌تواند گمراه‌کننده باشد.